# 法律英語
法律英語（英語：Legal English）是一種英語法律語言的使用方式。一般來說，法律用語為求準確，都會對每一項事物有準確的定義，與自然語言在文法、語法學、形態學和句法上有頗大的差異，以確保內容的正確、完整性及一致性等。基於其與英語的差異，法律英語被認爲是一種子語言。